# 近衛脩子
近衞 脩子（このえ しゅうし、宝永3年（1706年） - 享保12年10月2日（1727年11月14日））は、江戸時代の皇族・閑院宮直仁親王の御息所（妃）。第119代光格天皇の養祖母で、閑院宮典仁親王の養母。関白近衛基熙の娘で、姉に江戸幕府6代将軍徳川家宣の正室・近衛熙子、兄に近衛家熙などがいる。西本願寺16世宗主湛如の裏方・治子女王の母。

## 生涯
近衛基熙の二女として京都で生まれた。幼名は八百君。生母は不詳であるが、基熙の正室・常子内親王（後水尾天皇の皇女）が書いた「无上法院殿御日記」において、長女・熙子、長男・家熙、次男・大炊御門信名の出産記録はあるが、脩子は記載がないため、生母は家女房と推測されている。
幼名は初め「八十君」といったが、正徳4年（1714年）9月に霊元法皇に吉子内親王が誕生し、その幼名を「八十宮」としたことから、急遽八百君に改名したという。これについて、正徳5年（1715年）9月27日の『基熙公記』の記録には「八十君を数年来法皇はご存じだったにも拘わらず、正徳四年姫宮誕生の時、霊元法皇が八十宮とつけられたために自分の娘の名を八百君に改名しなくてはならなかった…世間はただ嘲弄するばかりだ」とあり、法皇の行為を仰天嘆息している。
享保4年（1719年）、閑院宮直仁親王に嫁ぎ、御息所となる。享保5年（1720年）に親王の長女・始宮治子女王を出産した。後に治子女王は西本願寺16世湛如の裏方（正室）となり、延享4年（1747年）に28歳で没した。
享保12年（1727年）8月9日には次女・蓮香院を出産したが早世している。
同年10月2日に22歳で死去した。遺骸は京都市上京区にある廬山寺陵に埋葬された。